# کرس (کرواسی)
کرس (کرواتی: Cres) یک جزیره در دریای آدریاتیک است.
این جزیره با مساحت ۴۰۵.۷۸ کیلومتر مربع تقریباً با جزیره کناری آن یعنی کرک هم‌مساحت است.این جزیره و جزیره لوشینی زمانی با هم یک جزیره به‌شمار می‌آمدند اما توسط یک کانال که بعدها ساخته‌شد این دو از هم جدا شدند و اکنون توسط یک پل در شهر اوسور به یکدیگر متصل‌اند.